# Prunelle Rulens
Prunelle Rulens est une actrice et costumière belge.
Elle est connue pour son travail sur Rien à foutre (2021) pour lequel elle a reçu un Magritte du cinéma des meilleurs costumes en 2023.

## Filmographie partielle

### Au cinéma

#### Comme actrice
- 2009 : Kérity, la maison des contes :  Alice (voix)
- 2013-2014 : Le Petit Spirou : Maman (voix, série télévisée, 2 épisodes)
- 2018 : La Musique :  une amie du père (court métrage)

#### Comme costumière
- 2021 : Rien à foutre d'Emmanuel Marre et Julie Lecoustre

## Doublage
- 2007-2016 : Naruto : Kushina Uzumaki
- 2008 : Les Aventures de Hello Kitty et ses amis : Kitty
- 2008-2022 : Défis extrêmes : Audrey
- 2011-2019 : Le Monde incroyable de Gumball : Nicole Watterson
- 2012-2016 : Souvenirs de Gravity Falls : Wendy
- 2013 : Violetta (série télévisée) : Lara
- 2018 : Pur-sang : Lily (Anya Taylor-Joy)
- 2020-2023 : Almost Paradise (en) : l'inspectrice Kai Mendoza (Samantha Richelle) (20 épisodes)

## Distinctions
- Magritte 2023 : Meilleurs costumes pour Rien à foutre
- (en) Prunelle Rulens: Awards, sur l'Internet Movie Database